# Augusto Alves da Veiga
Augusto Manuel Alves da Veiga (Izeda, Bragança, 29 de Setembro de 1849 — Paris, 2 de Dezembro de 1924), mais conhecido por Alves da Veiga, foi um advogado, jornalista, diplomata e político republicano português que teve um importante papel na Revolta de 31 de Janeiro de 1891. Editou diversos periódicos de propaganda republicana durante a década de 1880. Após a implantação da República a sua acção diplomática, enquanto Embaixador na Bélgica, foi importante para o reconhecimento internacional do regime.

## Biografia
A certidão de idade diz-nos que Augusto Manuel Alves da Veiga nasceu no dia 28 de Setembro de 1849, em Izeda, localidade que à época era sede de concelho e que hoje em dia é vila e freguesia do concelho e distrito de Bragança.
Filho legítimo de António Alves da Veiga e de Ana Maria Pires, abastados lavradores residentes no então Bairro da Veiga, atual Rua de Santa Eulália, em Izeda, teve um irmão de nome Francisco André Alves da Veiga e dois meios-irmãos (por parte da mãe), Maria Augusta Ochoa e António Moura.
Depois dos seus estudos em Latim e Francês em Bragança, é precisamente a instâncias de Emídio Garcia, conterrâneo e amigo da família (e, arriscamos nós, filho de um dos professores de Alves da Veiga, Leonardo Emídio Garcia), que o jovem, então com 15 anos, parte rumo a Coimbra, para ai completar os estudos preparatórios e o ingresso na Universidade de Coimbra, onde Emídio Garcia, já doutorado, lecionava.
Terminados os seus estudos liceais, em 1869 matriculou-se em Direito na Faculdade de Direito da Universidade de Coimbra formando-se em 1874. Ainda estudante, mostrou grande interesse pela imprensa, redigindo ainda nos tempos liceais, em 1967, o periódico O Lyceu - Semanário Cientifico e Literário e colaborando na imprensa da época, e pela Filosofia, publicando alguns opúsculos sobre temas filosóficos e metafísicos.
Alves da Veiga faz parte de uma geração académica onde se incluem nomes como os de Magalhães Lima, Alves de Morais e Álvaro de Mendonça, com os quais partilha o apostolado republicano. São responsáveis pela fundação do jornal Republica Portugueza no qual Alves da Veiga assina diversos artigos que confirmam, simultaneamente, a sua filiação republicana e a adesão a projetos de cariz federalista.
Terminado o curso em Coimbra estabeleceu banca de advogado no Porto, onde se fixou e casou com Joana Teixeira, natural daquela cidade.
Abandona, entretanto, a advocacia e dedica-se ao ensino liceal, a par da sua acção de propaganda republicana, colaborando como redactor do jornal republicano Actualidade e fundando no Porto um periódico que intitulou A Discussão.
As suas colaborações passam também por títulos como Galeria Republicana (1882-1883) ou a revista O Académico (1878).
É reconhecido pelos congéneres da época como um dos líderes do movimento republicano no Norte. Era um orador eloquente, participando activamente em quase todos os comícios e reuniões republicanas que por esse tempo se realizaram em Portugal, tendo sido determinante na fundação do centro eleitoral republicano do Porto.
Fundou o Centro Republicano Democrático do Porto em 1876, que nas eleições gerais parlamentares de 1878 apoia a candidatura de candidatura do ex-reformista Rodrigues de Freitas, que se torna no primeiro deputado republicano a figurar entre os membros do Parlamento monárquico. Colabora ainda, no início de 1882, na agregação do movimento republicano numa estrutura de cariz partidário, de âmbito nacional, juntamente com Júlio de Matos, Manuel José Teixeira, Emídio Garcia, José Falcão, Teófilo Braga, entre outros.

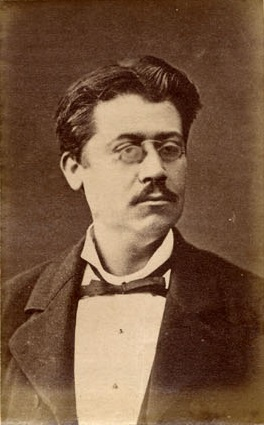
Alves da Veiga em 1882.

Participa nas listas dos processos eleitorais de 1881, 1884 e 1887. O insucesso da via eleitoralista conduz a uma progressiva mudança de atitude e à aceitação da necessidade de enveredar pela via revolucionária como única hipótese viável de implantar a República no país, abandonando o discurso legalista que caracterizara até então a sua actividade política.
A 20 de Março de 1888 ardeu o Teatro Baquet, Este incêndio, que vitimou dezenas de pessoas, deixa desamparados vários órfãos que a caridade oficial não tem meios no imediato de abrigar. Alves da Veiga toma a iniciativa de os recolher e a Rainha D. Maria Pia, em viagem à cidade do Porto na sequência da tragédia, visita a casa do republicano, apesar de conhecedora da filiação política do mesmo.
Foi um dos líderes da revolta de 31 de Janeiro de 1891, cabendo-lhe ler das janelas da Câmara Municipal do Porto a proclamação do novo governo. O malogro da revolta obrigou-o ao exílio, refugiando-se em Paris. Sustenta-se dando aulas de língua portuguesa no liceu Condorcet e mais tarde como consultor nos consulados português e brasileiro. Consegue, no entrementes, que a família (mulher e filhos) se juntem. Apesar da amnistia e dos indultos atribuídos aos conspiradores do 31 de janeiro, Alves da Veiga jura não regressar a Portugal enquanto a monarquia perdurar. Mais de dezanove anos de exílio decorridos, Alves da Veiga recebe enfim a notícia da proclamação da República. Com 61 anos, viúvo desde o ano anterior (Joana falece a 17 de março de 1909), Alves da Veiga chega a Lisboa e coloca-se ao dispor do recém-formado Governo Provisório, constituído na maior parte por antigos amigos e companheiros de luta.
A recompensa dada ao então sexagenário republicano por décadas de militância traduz-se na nomeação para o cargo de Enviado Extraordinário e Ministro Plenipotenciário junto do reino belga (por decreto de 24 de janeiro de 1911), pelo que a 4 de Abril desse ano volta a partir e toma posse da Legação de Bruxelas. Tem um papel importante no reconhecimento do regime republicano pelas potências europeias, nomeadamente pela monarquia belga. O seu discreto papel diplomático durante a Primeira Guerra Mundial foi importante no relacionamento com a França.
O seu nome foi lançado para a candidatura à presidência da República em 1911 e 1915, mas em ambas eleições apenas obteve escassos votos no Congresso da República. Recusou vários convites para integrar o governo que lhe foram feitos deste em 1914, o último imediatamente antes do Movimento das Espadas que levou à da ditadura do general Pimenta de Castro.
A 15 de Maio de 1915, na sequência da sangrenta Revolta de 14 de Maio de 1915 que levou à queda Pimenta de Castro e de Manuel de Arriaga, Alves da Veiga foi nomeado Ministro dos Negócios Estrangeiros do X Governo Republicano, presidido por João Chagas. No entanto, a estrutura inicial do governo durou apenas um dia, caindo quando após o atentado a Chagas pelo senador João José de Freitas na estação da Barquinha, nos arredores do Entroncamento.
É no decurso de uma licença do seu posto diplomático, que Alves da Veiga virá a falecer no dia 2 de dezembro de 1924, na casa que a família ocupa desde 1904 no número 7 da rua Bassano, no 16.º Bairro de Paris.
A homenagem fúnebre decorre no cemitério da Lapa no Porto, simbolicamente a 31 de janeiro, em conjunto com a do coronel Malheiros (um dos oficiais implicados na revolta portuense), falecido a 14 desse mesmo mês, e recebe honras de estado, sendo prestigiada com a presença do presidente da República portuguesa, Manuel Teixeira Gomes, entre muitas outras individualidades. Os seus restos mortais foram depositados, no dia 31 de Janeiro de 1925, no jazigo-monumento erigido em memória dos vencidos do 31 de Janeiro no cemitério do Prado do Repouso, na cidade do Porto.

## Obras publicadas
- Estudos de Filosofia Política (1882, Coimbra, com a Comissão de estudantes do 3.º ano na aula de Direito Administrativo)[2]
- Politica nova (1911, Lisboa, Livraria Clássica Editora)[8]
- Manifesto dos emigrados da revolução republicana portugueza de 31 de Janeiro de 1891 (1891, Paris, Impr. Schiller, com Sampaio Bruno)[9]